# Font Cendrosa
La zona humida de la Font Cendrosa es localitza al barranc de la Vall, al SE de l'àmbit del Parc Natural dels Ports, entre el mas de Petrolí i el maset d'Enric. Es tracta d'una zona humida formada per una petita bassa i els terrenys que l'envolten per on flueix aigua freàtica superficial. El tret més característic de la zona humida és la presència d'un hàbitat rar a Catalunya característic d'indrets humits.

## Flora
Es tracta d'herbassars amb cua de cavall (Equisetum telmateia) i càrexs (Carex pendula, Càrex remota) de fons de còrrecs i sòls xops segons la llista d'hàbitats de Catalunya (hàbitat amb codi 37.26+). Aquest hàbitat forma herbassars tendres, de fins a 1,5 o 2 m d'alçària, amb claps generalment densos de cua de cavall grossa (Equisetum telmateia) i diversos càrexs de mida gran i rizoma cespitòs. El paratge de la Font Cendrosa és un dels pocs indrets del parc natural on es pot trobar aquesta tipologia d'hàbitat.

## Fauna
Referent a la fauna, destacar que la petita bassa que forma part de la zona humida esdevé un punt de reproducció de diverses espècies d'odonats i amfibis com el gripau comú (Bufo bufo) o el Tòtil (Alytes obstetricans). Pel que fa als impactes de caràcter antròpic, destacar que des de la font es produeix una captació d'aigua. Aquesta no produeix un impacte important pel que fa a l'abundància d'aigua present a la zona. No obstant, caldria millorar el sistema de distribució de les aigües per tal que aquest no travessi amb diversos tubs l'àrea ocupada per la zona humida.

## Protecció
La zona humida de la font Cendrosa es troba inclosa tant al Parc natural dels Ports com dins dels espais del PEIN "Els Ports" i de la Xarxa Natura 2000 ES5140011 "Sistema prelitoral meridional", en aquest últim cas com a espai LIC i ZEPA.